# الدبابشة
'الدبابشة'نادي القرن هي إحدى قرى ولاية قبلي توجد على مدخل شط الجريد وقد غمرتها الرمال فنزح عنها سكانها إلى قرية فطناسة المجاورة لها.